# St. Nicolai (Helgoland)

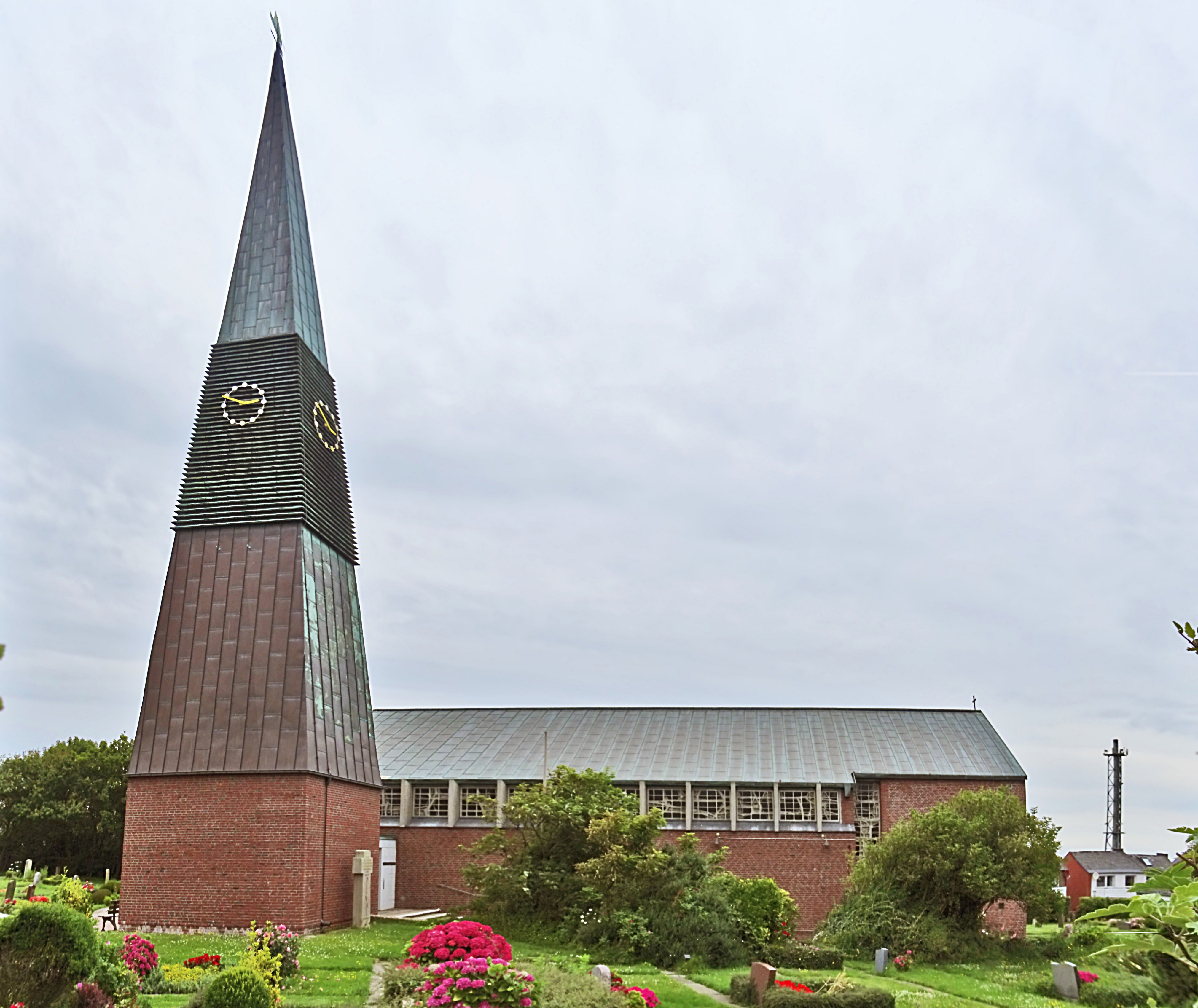
Kirche St. Nicolai auf Helgoland

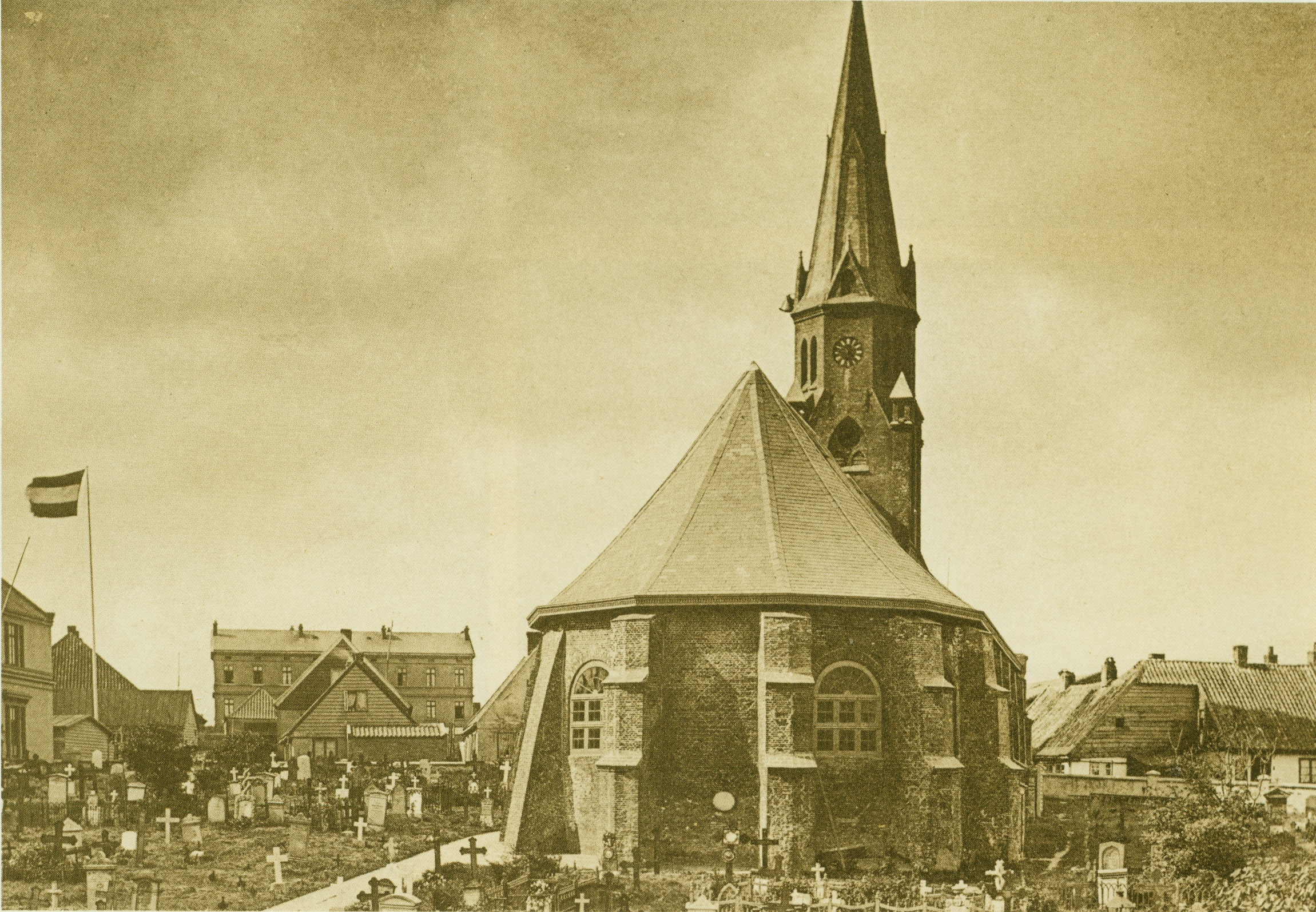
Die Vorgängerkirche im Jahre 1895

Die evangelisch-lutherische St.-Nicolai-Kirche ist neben der römisch-katholischen St.-Michaels-Kirche eine der beiden Kirchen auf der Nordseeinsel Helgoland. Ihren Namen hat die Kirche vom Heiligen Nikolaus von Myra, dem Schutzpatron der Seefahrer und Kaufleute.
Die Kirche befindet sich in einem Wohngebiet auf dem Oberland und hat die Adresse Schulweg 648. Die Kirchengemeinde gehört zum Kirchenkreis Dithmarschen im Sprengel Schleswig und Holstein der Evangelisch-Lutherischen Kirche in Norddeutschland.

## Geschichte

### Vorgängerbauten
Eine erste Beschreibung einer Kirche auf Helgoland erfolgte Anfang des 17. Jahrhunderts durch Neocorus: „de Norder Sidt (der Kirche) hebben de Hillige Lander, de Suder Hellfte de Bremer buwen laten“. Möglicherweise hatte diese Kirche zwei parallele Satteldächer. Diese Kirche soll an der Ostecke des Oberlandes gelegen haben und wurde 1609 wegen der Gefahr eines Absturzes durch eine neue, weiter im Landesinneren gelegene ersetzt. Bereits 1685 wurde diese wegen unzureichender Größe abgebrochen. Die neue, dem heiligen Nicolaus geweihte Kirche wurde von 1685 bis 1687 errichtet. Die zunächst turmlose Kirche war ein einschiffiger Backsteinbau mit polygonalem 5/15-Chorschluss.

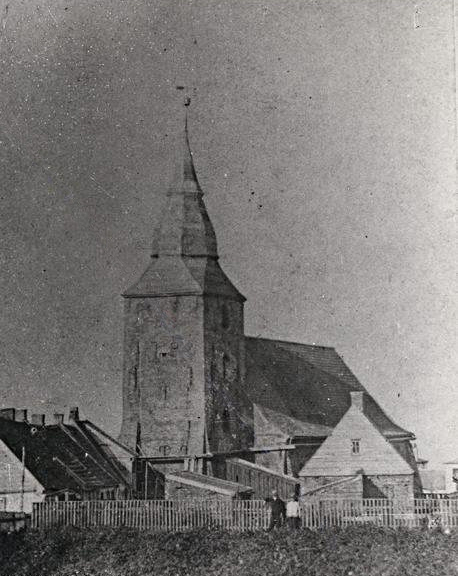
Bild der Kirche mit dem von 1706 bis 1878 bestehenden Turm mit geschweifter Haube

Von 1704 bis 1706 wurde aus Backstein ein Westturm mit quadratischem Grundriss und hoher, geschweifter Haube gebaut. Dieser Turm wurde wegen Baufälligkeit 1878 abgebrochen und 1885 durch einen neuen ersetzt.
Der Innenraum der Kirche war mit einer flachen, mit Ornamenten bemalten Holztonne überspannt, in welche Lichtschächte einschnitten. An der Basis der Tonne verliefen quer zur Kirche weiß gestrichene Zugbalken. Das Gestühl war in drei Blöcke geteilt, und es gab eine umlaufende Empore. Von der Ausstattung ist der überwiegende Teil bei einem schweren Bombenangriff am 18. April 1945 zerstört worden, so unter anderem der Kanzelaltar aus Mahagoni von 1821. Der Bronzetaufkessel aus der ersten Hälfte des 14. Jahrhunderts überstand den Angriff, fiel allerdings Schrottsammlern der Nachkriegszeit zum Opfer. Ein 1705 in Friedrichstadt gefertigter vergoldeter Abendmahlskelch mit mittelalterlichem Fuß und Ornamenten ist erhalten.

### Neubau

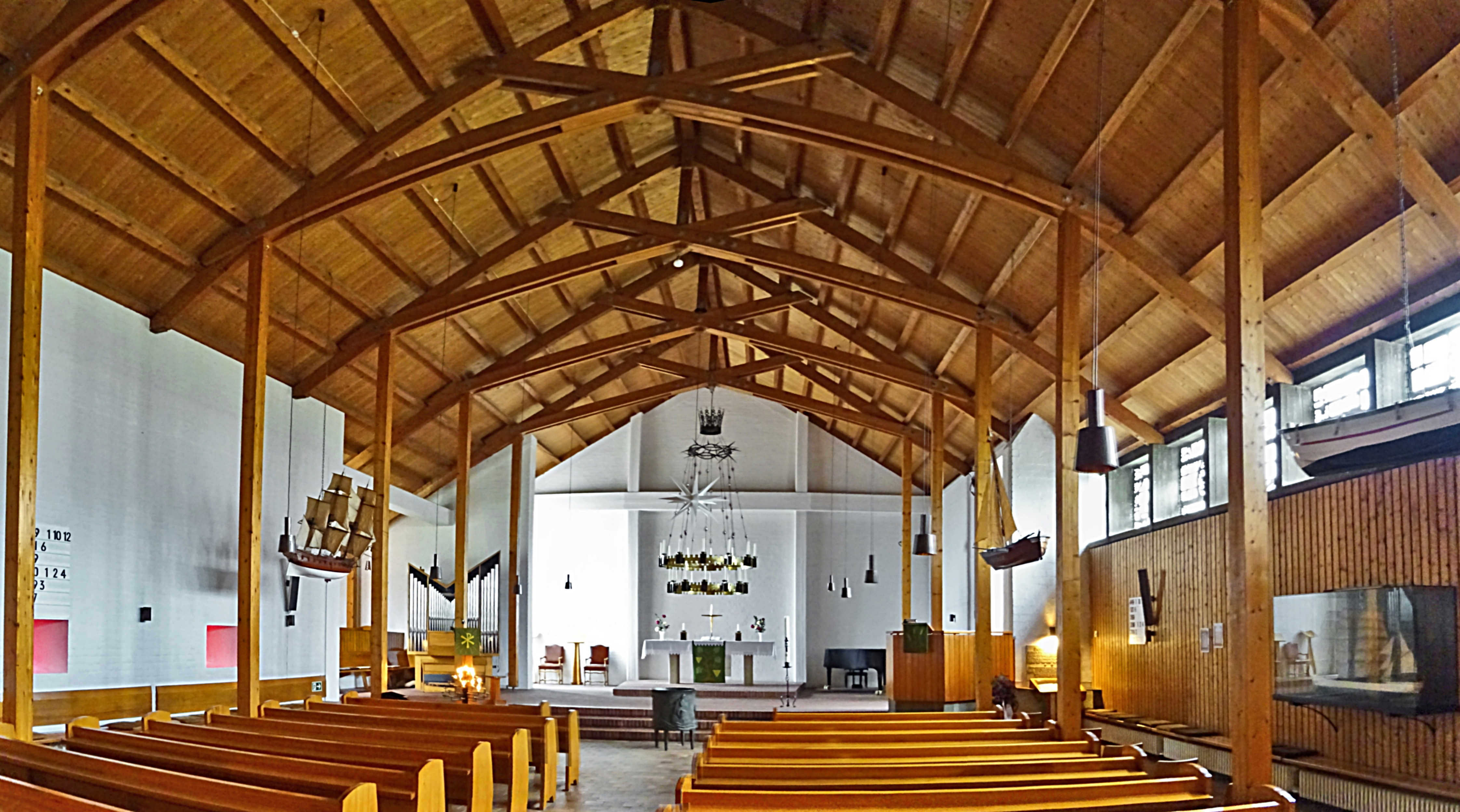
Innenraum mit Altar und Chororgel

Nach der Neubesiedlung Helgolands 1952 wurde an der gleichen Stelle die heutige Kirche erbaut. Sie wurde am 29. November 1959 eingeweiht; die Architekten waren Peter Hübotter, Rolf Romero und Bert Ledeboer aus Hannover, die gemeinsam den bundesweiten Architektenwettbewerb für den Neubau der Kirche 1956 gewonnen hatten. Die Außenanlagen mit dem Friedhof wurden von Wilhelm Hübotter gestaltet. Wegen Bauschäden wurde die Kirche 1969 erneuert. Die Ausstattung stammt zum Teil aus der Vorgängerkirche. Der Windrichtungsgeber auf der bronzenen Kirchturmspitze stellt eine Schaluppe dar. Die Kirche hat den Status Kulturdenkmal von besonderer Bedeutung.
Der Taufkessel und das  Bronzeportal stammen vom Bildhauer Fritz Fleer. Die große Kirchenorgel ist von 1970, die kleinere Orgel im Altarraum ist von 1972. Eine Stahlglocke (Schlagton c1) wurde 1952 gestiftet, 1959 kamen fünf Bronzeglocken (Schlagtonfolge g1–a1–c2–d2–e2) hinzu. Zwei Altarleuchter, ein Kronleuchter und eine Taufschale aus dem Jahre 1783 haben die Bombardierung der Vorgängerkirche überstanden und gehören heute zur Innenausstattung der Kirche.
2017 waren Renovierungsarbeiten fällig. Der Beton der Dallglasfenster wies starke Verwitterungsspuren auf, weil die eingebrachten Eisenarmierungen in der salzhaltigen Luft korrodierten. Danach folgten Arbeiten an der Südfassade.
Mit 711 Gemeindegliedern (Anfang 2014) gehört der Kirchengemeinde St. Nicolai rund die Hälfte der Einwohner an.

## Orgeln

### Vorkriegsorgel

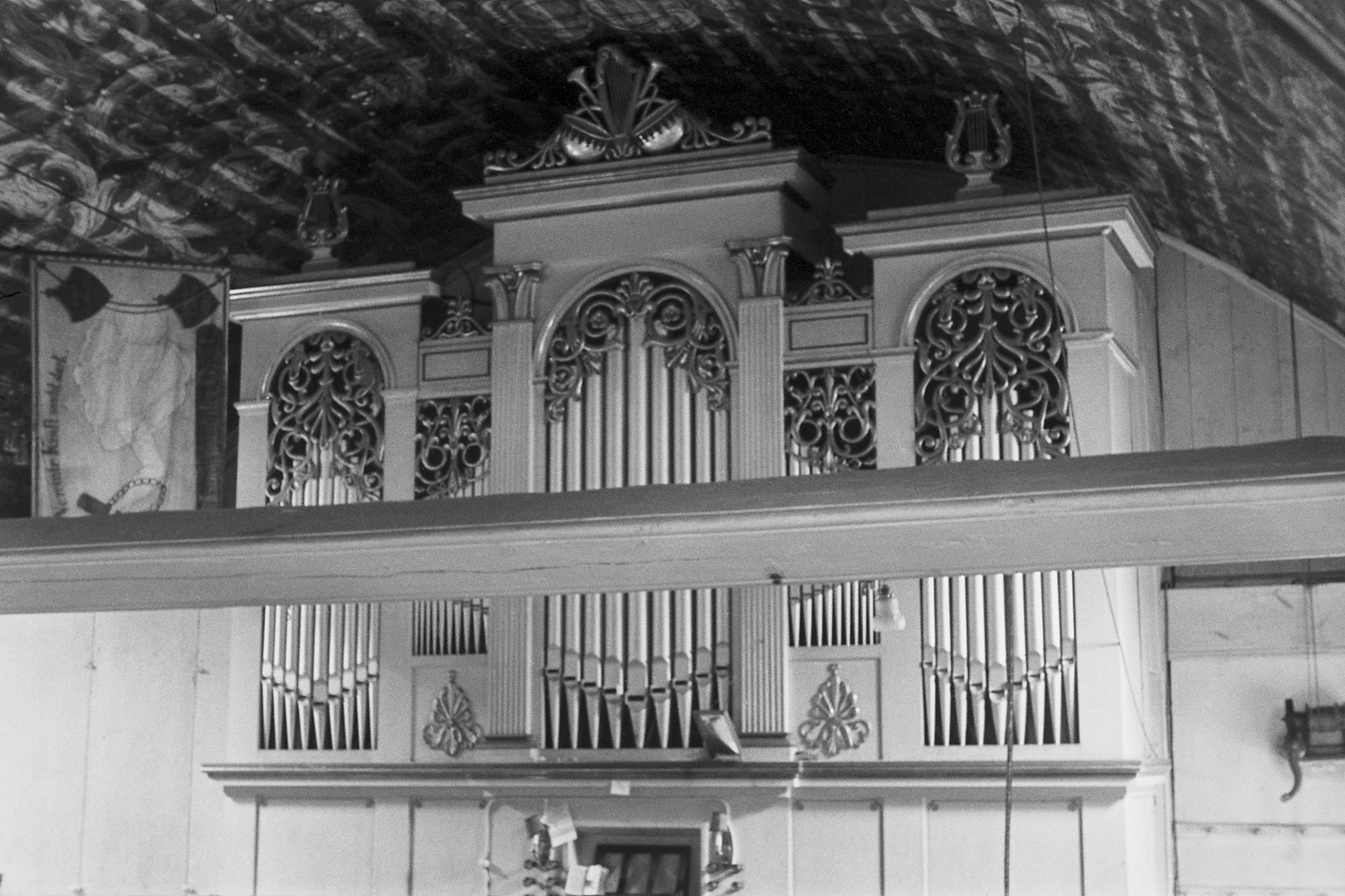
Meyer-Orgel Helgoland von 1844

Erst 1844 erhielt Helgoland erstmals eine Orgel, ein wertvolles Instrument von Ernst Wilhelm Meyer & Söhne. Sie wurde beim großen Bombenangriff am 18. April 1945 zerstört.

### Hauptorgel

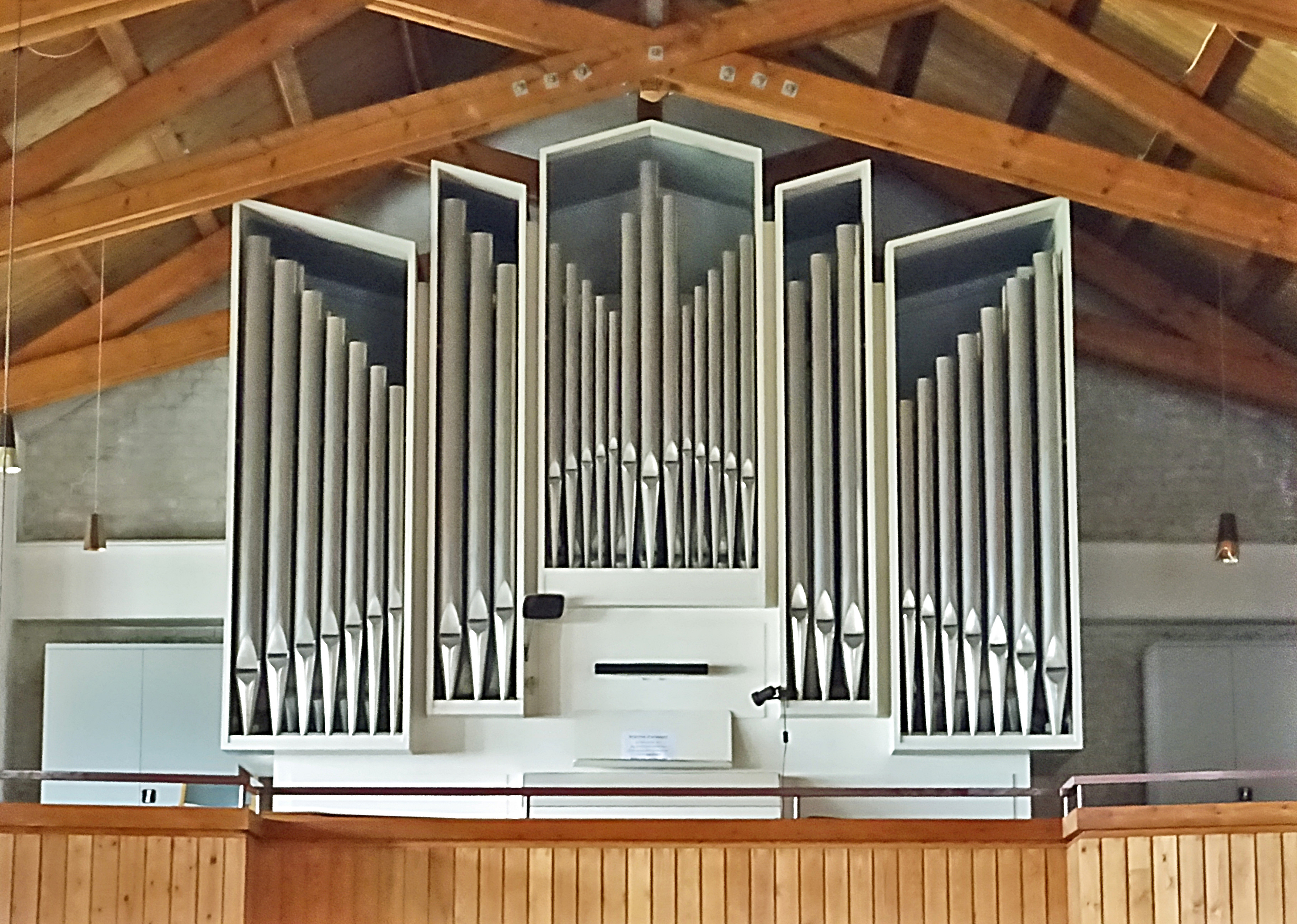
Hauptorgel der Kirche

Die Hauptorgel der Kirche wurde 1970 durch Alfred Führer erbaut. Sie besitzt 24 Register, die sich auf zwei Manuale und Pedal verteilen. Das Instrument besitzt voll mechanische Schleifladen. Die Disposition ist wie folgt:
| I Hauptwerk |                 |            |
| 1.          | Pommer          | 16′        |
| 2.          | Prinzipal       | 8′         |
| 3.          | Spillpfeife     | 8′         |
| 4.          | Oktave          | 4′         |
| 5.          | Koppelflöte     | 4′         |
| 6.          | Nasard          | 2 ⁄3′      |
| 7.          | Gemshorn        | 2′         |
| 8.          | Rauschpfeife II | 2′ + 1 ⁄3′ |
| 9.          | Mixtur V        | 1 ⁄3′      |

| II Schwellwerk |                 |       |
| 10.            | Gedackt         | 8′    |
| 11.            | Prinzipal       | 4′    |
| 12.            | Rohrflöte       | 4′    |
| 13.            | Oktave          | 2′    |
| 14.            | Gemsquinte      | 1 ⁄3′ |
| 15.            | Sesquialtera II |       |
| 16.            | Scharff IV      | 1′    |
| 17.            | Schalmey        | 8′    |
|                | Tremulant       |       |

| Pedal |               |        |
| 18.   | Subbaß        | 16′    |
| 19.   | Prinzipal     | 8′     |
| 20.   | Spitzflöte    | 8′     |
| 21.   | Choralbaß     | 4′     |
| 22.   | Hohlflöte     | 2′     |
| 23.   | Rauschbaß III | 5 1⁄3′ |
| 24.   | Hintersatz IV | 2 ⁄3′  |

- Koppeln: II/I, I/P, II/P
- Spielhilfen: 2 freie Kombinationen, Tutti, Handregister ab

### Chororgel
Die kleinere Chororgel wurde 1972 durch Hinrich Otto Paschen erbaut. Sie besitzt acht Register auf einem Manual und Pedal und ist wie die Hauptorgel voll mechanisch auf Schleifladen errichtet. Die Disposition ist wie folgt:

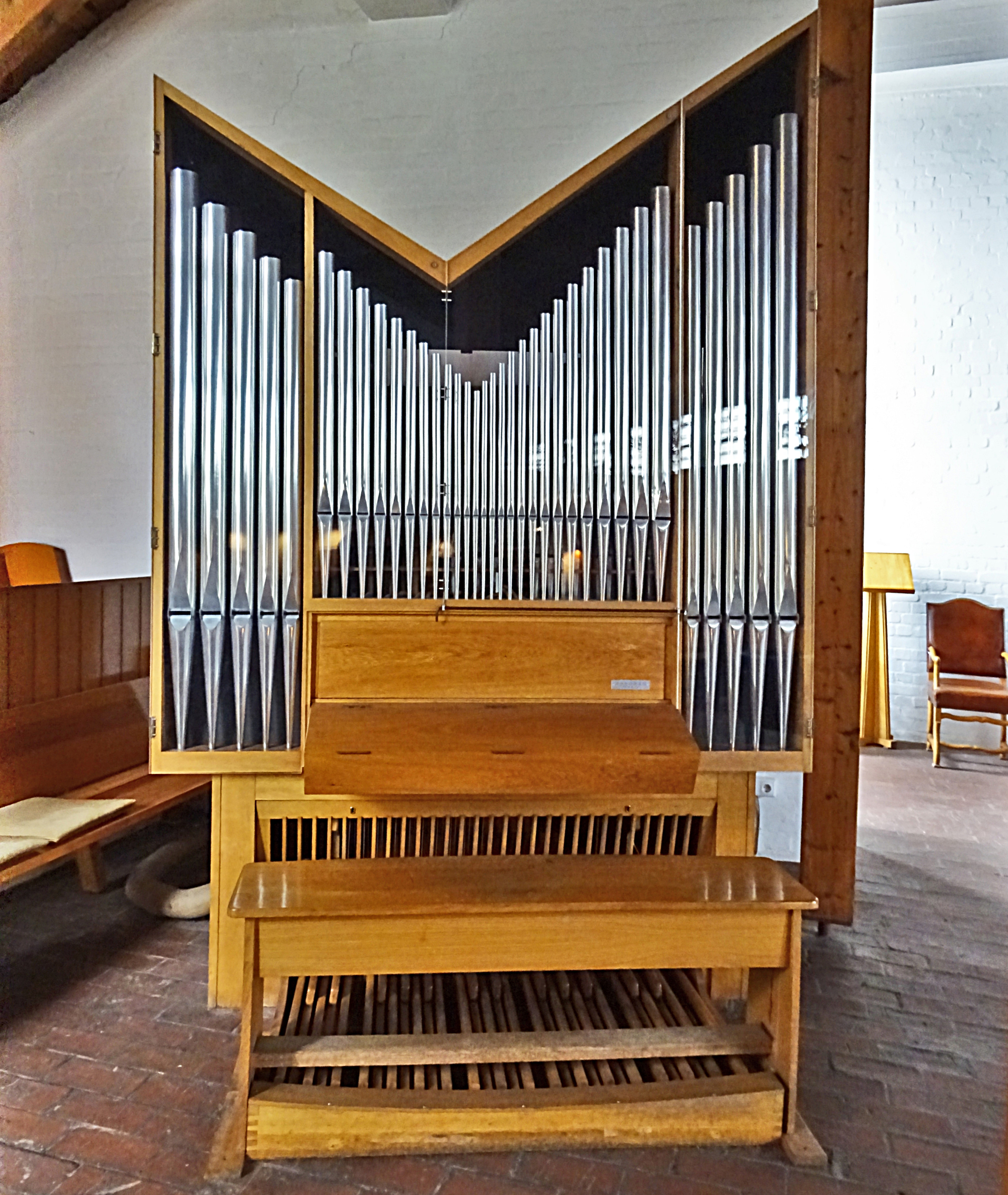
Chororgel der Kirche

| I Hauptwerk |               |       |
| 1.          | Bordun D      | 16′   |
| 2.          | Gedackt B/D   | 8′    |
| 3.          | Principal B/D | 4′    |
| 4.          | Rohrflöte B/D | 4′    |
| 5.          | Nasat B/D     | 2 ⁄3′ |
| 6.          | Gemshorn B/D  | 2′    |
| 7.          | Mixtur IV B/D | 2′    |
|             | Tremulant     |       |

| Pedal |                            |     |
| 8.    | Subbaß                     | 16′ |
| 9.    | Gedackt (Extension von 8.) | 8′  |

- Koppeln: I/P